# لوئیس گرگوریو راموس
لوئیس گرگوریو راموس (اسپانیایی: Luis Gregorio Ramos‎؛ زادهٔ ۱۵ مهٔ ۱۹۵۳) قایقران کانو اهل اسپانیا بود.